# Lincoln Navigator
De Lincoln Navigator is een grote en luxueuze SUV gemaakt door Ford Motor Company. De productie begon op 14 mei 1997. De auto is nooit in Nederland verkocht. De Navigator is Lincoln's eerste SUV en heeft vierwielaandrijving. De Lincoln gebruikt hetzelfde platform als de Ford Expedition. De Lincoln Navigator is de grootste auto ooit van Lincoln. De eerste twee generaties van de Navigator waren alleen te krijgen met een 5.4 L V8. Vanaf de derde generatie kon de Navigator ook met een 3.5 L V6 geleverd worden.

## Eerste generatie
De eerste generatie Lincoln Navigator begon de productie in augustus 1997. Hij kwam een jaar later dan de Ford Expedition die op hetzelfde platform staat en dezelfde motor heeft. Hij bleef in productie tot 2002.

## Tweede generatie
In 2003 kwam de tweede generatie uit van de Lincoln Navigator. Hij bleef op hetzelfde platform staan en had geen nieuwe motoren. De nieuwe generatie had wel een nieuwe 6-versnellingsbak en er waren veranderingen aan het uiterlijk. Hij was ook hoger en langer dan z'n voorganger, maar hij was wel smaller. In 2006 kwam de derde generatie.

## Derde generatie
De derde generatie kwam uit in 2007 en was erg verschillend met de vorige Navigator. Er was ook alweer een nieuwe versnellingsbak beschikbaar en er is ook de L-versie uitgekomen. De L versie is nog groter, hij heeft een lengte van 5672 mm, een breedte van 2024 mm en de hoogte is hetzelfde. In 2015 kreeg de derde generatie een facelift.

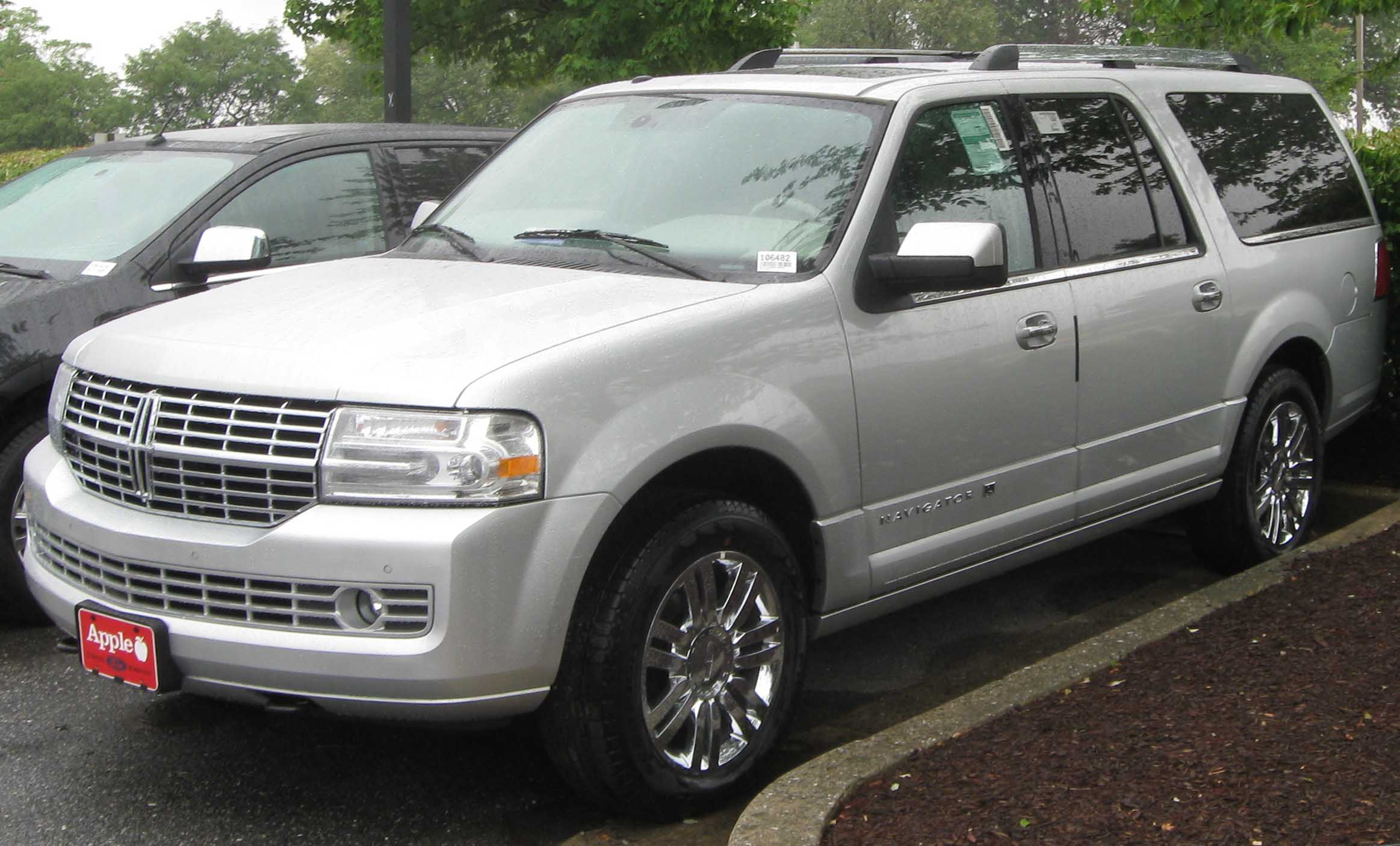
2010 Lincoln Navigator L

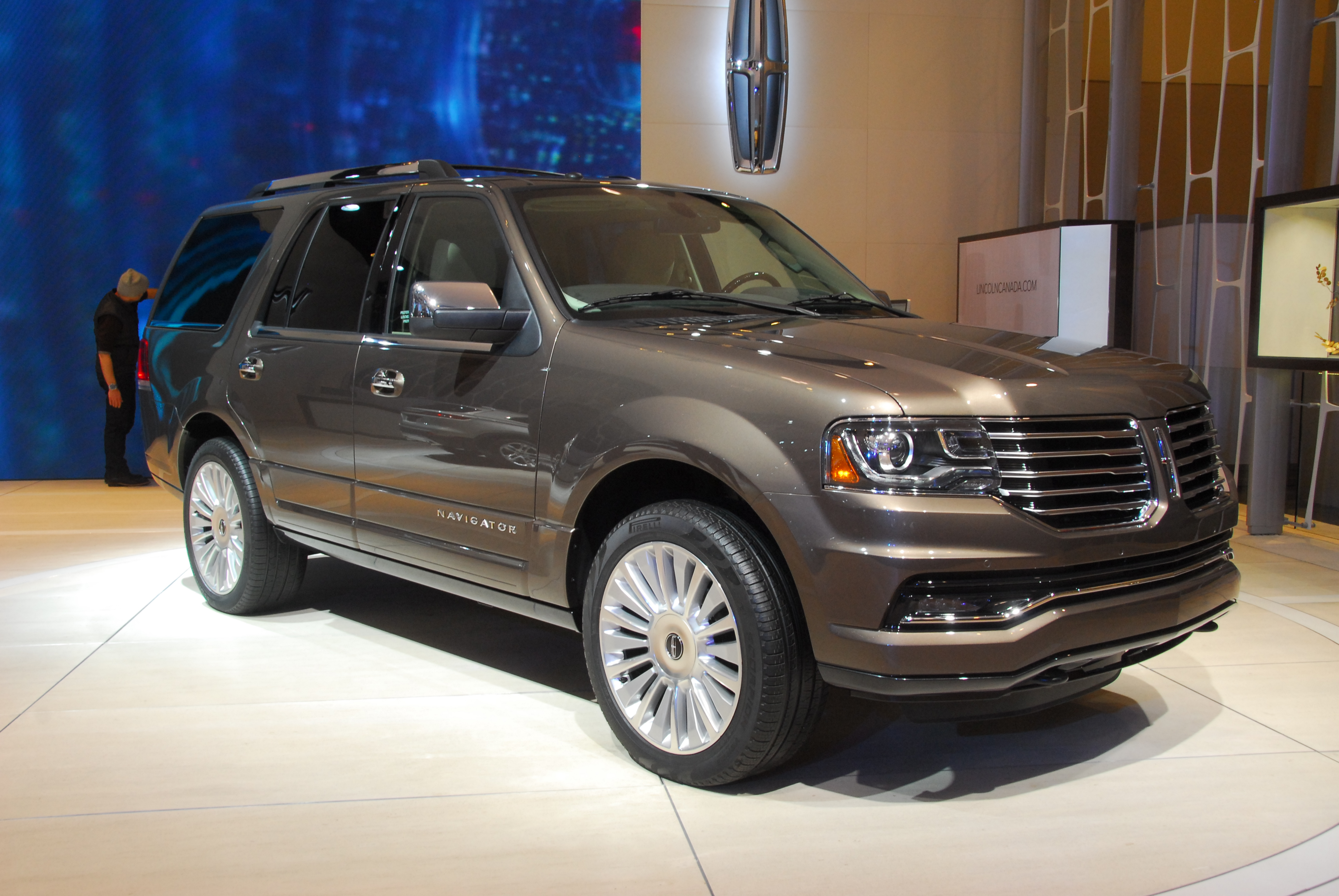
2015 Lincoln Navigator (facelift)

## Vierde generatie
De vierde generatie werd in 2018 geïntroduceerd. Net als bij eerdere generaties is ook deze Navigator de Lincoln-tegenhanger van de Ford Expedition. De vierde generatie Navigator wordt aangeboden in een standaardconfiguratie en als L-versie met verlengde wielbasis. Deze laatste heeft een lengte van 5636 mm, de breedte en hoogte zijn hetzelfde. De wagen beschikt over een tientraps automatische transmissie, de carrosserieconstructie is in aluminium.

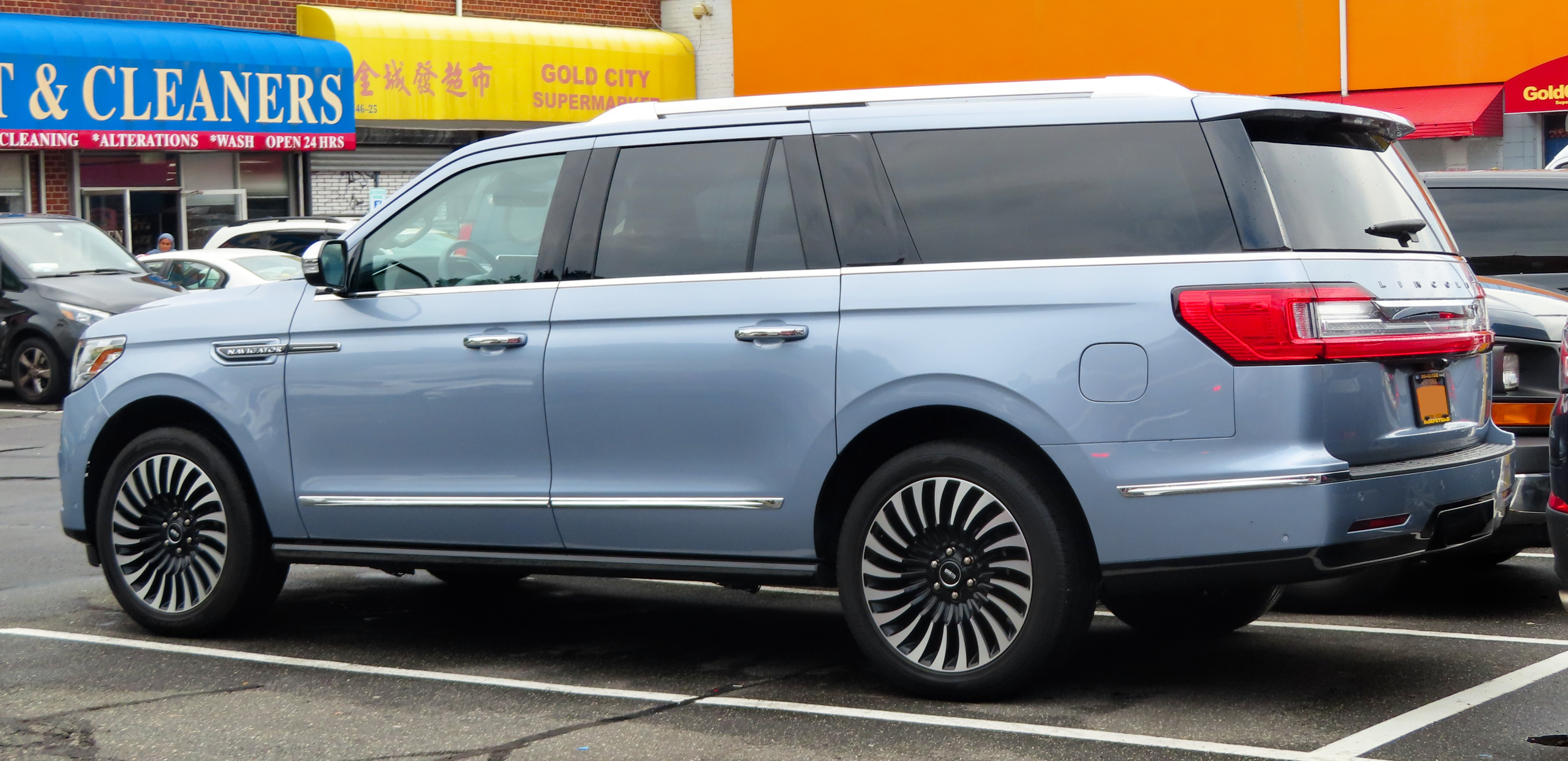
Achteraanzicht

## Verkoopcijfers
Verkoopcijfers van de Lincoln Navigator in de Verenigde Staten van de voorbije jaren: